# Yunho
Jung Yunho (Jung je prezime), (6. veljače 1986.), poznatiji po svojim scenskim imenima U-Know, U-Know Yunho (Južna Koreja) i Yunho (Japan), južnokorejski je pjevač i povremeni glumac. Vođa je južnokorejskog boybenda, a sada dua, TVXQ-a.

## Životopis

### Rani život
Yunho je rođen i odrasao u Gwangjuu, Južnoj Koreji 1986. godine. Osim roditelja, ima i mlađu sestru. 
Kada je imao trinaest godina, pristupio je SM Entertainmentu nakon što je pobijedio u plesnom natjecanju. Prije vlastitog debuta 2003. godine, pojavio se i u Daninom spotu za pjesmu „Diamond“ kao pomoćni plesač i rapper.

### Glazbena karijera: TVXQ

#### Prvotni TVXQ
Godine 2003. Yunho je prvi put nastupio kao vođa boybenda TVXQ-a zajedno s Max Changminom, Xiah Junsuom, Hero Jaejoongom i Micky Yoochunom.
Za The 2nd Asia Tour Concert 'O', U-know je izveo vlastitu pjesmu Spokesman, a on i Micky su bili gostujući reperi u „Heartquakeu“, pjesme još jednog južnokorejskog boybenda - Super Juniora.
U veljači 2010. godine objavljeno je da će U-Know nastupati na postumnom koncertu This Is It posvećenom Michaelu Jacksonu. Taj projekt je prvi zajednički projekt između Južne Koreje i SAD-a.

#### TVXQ duo
U travnju 2010. godine, Avex je objavio hiatus grupe TVXQ i kako će pomoći svakom članu u njihovoj individualnoj karijeri. Od kolovoza do rujna 2010. godine, Yunho i Changmin su izvodili su nastupe kao TVXQ u Seulu, Los Angelesu i Shangaiju kao dio SMTown Live '10 World Tour svjetske turneje. Njih dvojica su nastupili duetom u novom singlu „Maximum“ i „Why“.
Dana 23. studenoga te godine, SM Entertainment je objavio da se TVXQ vraća kao grupa sastavljena samo iz U-Know Yunhoa i Max Changmina u ranoj 2011. godine